# Джаджхария, Девендра
Девендра Джаджхария (хинди देवेन्द्र झाझड़िया; род. 10 июня 1981, Чуру, Раджастхан) ― индийский паралимпийский метатель копья, участвующий в соревнованиях F46. Первый индийский паралимпиец, выигравший две золотые медали на Паралимпийских играх. Выиграл свое первое золото в метании копья на Летних Паралимпийских играх 2004 года в Афинах, став вторым золотым призёром Паралимпийских игр для своей страны. На летних Паралимпийских играх 2016 года в Рио-де-Жанейро он выиграл вторую золотую медаль в том же виде, улучшив свой предыдущий рекорд. Стал самым титулованным паралимпийцем Индии, выиграв свою третью медаль, серебро на летних Паралимпийских играх 2020 года в Токио.

## Биография
Родился 10 июня 1981 года из района Чуру в Раджастхане.
В восьмилетнем возрасте, забравшись на дерево, он прикоснулся к электрическому кабелю под напряжением. Ему была оказана медицинская помощь, но врачи были вынуждены ампутировать ему левую руку. В 1997 году его увидел тренер-дипломник Дроначарьи Р. Д. Сингх во время соревнований на школьном спортивном мероприятии, с этого времени стал его тренером. Девендра Джаджхария отдал должное своему личному тренеру Р. Д. Сингху за золотую медаль Паралимпийских игр 2004 года, сказав: «Он дает мне много советов и помогает во время тренировок».
С 2015 года его тренирует Сунил Танвар.

## Спортивная карьера
В 2002 году Джаджхария выиграл золотую медаль на 8-х играх FESPIC в Южной Корее. В 2004 году прошел квалификацию на свои первые летние Паралаймпийские игры, представлявшие Индию в Афинах. На играх он установил новый мировой рекорд на дистанции 62,15 метра, затмив старый 59,77 метра. Бросок принес ему золотую медаль и он стал лишь вторым золотым призёром Паралимпийских игр для своей страны (первая золотая медаль Индии досталась Мурликанту Петкару).
Дальнейший спортивный успех пришел в 2013 году на чемпионате мира IPC по легкой атлетике в Лионе, Франция, когда он выиграл золотую медаль в метании копья F46. Затем он завоевал серебряную медаль Паралимпийских игр 2014 года в Южной Корее. На чемпионате мира IPC по легкой атлетике 2015 года в Дохе, несмотря на результат 59,06, Джаджхария финишировал только вторым, уступив первенство китайцу Гуо Чунляна.
В 2016 году он выиграл золотую медаль на чемпионате IPC по легкой атлетике Азии и Океании в 2016 году в Дубае.
На летних Паралимпийских играх 2016 года в Рио-де-Жанейро он выиграл золотую медаль в метании копья F46 среди мужчин, побив свой собственный рекорд 2004 года, установив мировой рекорд в броске 63,97 метра.
30 августа 2021 года Джаджхария выиграл серебряную медаль в метании копья F46 среди мужчин на Паралимпийских играх в Токио-2020. В этой же дисциплине бронзу завоевал Сундар Сингх Гурджар.

## Личная жизнь
Был сотрудником индийских железных дорог, в настоящее время работает в лесном департаменте штата Раджастхан. Его жена, Манджу, в прошлом играла в кабадди национального рейтинга. Отец двоих детей.

## Награды и признание
- Раджив Ганди Кхел Ратна (2017)
- Паралимпийский спортсмен года по версии FICCI (2014)[12]
- Падма Шри (2012; первый паралимпиец, удостоенный такой чести).[13]
- Премия Арджуна (2004)